# Eduard Tratt
Eduard Tratt (Würzburg, 24 februari 1919-Nordhausen, 22 februari, 1944) was een Duits bombardementspiloot. Hij vernietigde ruim 600 doelen, vooral voertuigen.
Tratt vloog eerst als piloot van een Heinkel He 111 mee tijdens de slag om Engeland. Later kwam hij in actie toen hij als piloot van een Stuka-duikbommenwerper de Britse verdedigingslinies in Noord-Afrika moest bestoken. In deze periode vernietigde hij diverse Britse tanks en een groot aantal vliegtuigen die op vliegvelden geparkeerd stonden. Voor zijn bijdrage kreeg Tratt het Ridderkruis.
Na het mislukken van de slag om Noord-Afrika in het najaar 1942 ging Tratt naar het oostfront waar hij de Russische infrastructuur moest vernietigen. Tratt vernietigde diverse spoorlijnen, bruggen en autowegen.
Toen de geallieerden in juni 1944 in Normandië aan land kwamen werd Tratt overgeplaatst om deze opmars tot stoppen te brengen. Tratt kreeg de beschikking over een nieuw toestel, de Messerschmitt Me 410, een tweemotorige jachtbommenwerper die de opvolger moest zijn van de verouderde Messerschmitt Bf 110.
Tratt vernietigde vooral veel bevoorradingslijnen van de Amerikaanse troepen die vochten aan het front.
Tijdens de slag om de Ardennen moest hij de Amerikaanse verdedigingslinies bij Bastenaken vernietigen. In december 1944 schoot hij op een ochtend negen tanks kapot, later die dag werd zijn Me 440 boven de Duits/Belgische grens neergeschoten. Tratt kwam om het leven.

## Militaire loopbaan
- Fahnenjunker: 1937[1]
- Oberleutnant: 1938[1]
- Oberleutnant: 1941[1]
- Hauptmann: 1943[1]
- Major: 1944 (Postuum)[1][2]

## Decoraties
- Ridderkruis van het IJzeren Kruis on 12 April 1942 als Oberleutnant en pilot van het II./ZG 26 "Horst wessel"[3][4][5][2][1]
- Ridderkruis van het IJzeren Kruis met Eikenloof (nr.437) op 26 maart 1944 als Hauptmann en Gruppenkommandeur van het II./ZG 26 "Horst wessel"[4][6][2][1] (Postuum)
- IJzeren Kruis 1e klasse op 20 augustus 1940[7][2][1]
- IJzeren Kruis 1939, 1e Klasse (7 juli 1940)[7][2][1]en 2e Klasse
- Luftwaffe Erebokaal op 28 september 1940 als Oberleutnant[2]
- Duitse Kruis in goud op 25 juni 1943 als Hauptmann in de 1./ZG 1[8][9][2][1]
- Flugzeugführerabzeichen[1]
- Gesp voor Gevechtsvluchten aan het Front in goud[1]
- Gewondeninsigne 1939 in zilver[1]

## Vernietigde doelen
- 6 viermotorige bommenwerpers (5 Boeing B-17 Flying Fortress en 1 Consolidated B-24 Liberator)
- 5 P-38 Lightnings
- Tratt claimde 26 vliegtuigen op de grond vernietigd te hebben.
- 24 tanks
- 312 voertuigen
- 33 luchtdoelartillerie
- 4 luchtdoelartillerie batterijen
- 8 mitrailleurnesten